# 강남제비스코
강남제비스코(Kangnam Jevisco Co. Ltd.)는 대한민국의 도료 합성수지 기업이다. 2025년 강남제비스코는 액면가를 1,000원에서 500원으로 변경하였다.

## 참고문헌
1. ↑  강남제비스코, 컬러우드 출시, 뉴스와이어, 2024-01-03
2. ↑  강남제비스코, 합작社 설립해 전기차 배터리 시장 진출, 아시아 경제, 2023-05-15